# جودي كانغ
جودي كانغ هي ملحنة وكاتبة غنائية كندية، ولدت في 14 يوليو 1979.

## وصلات خارجية
- الموقع الرسمي